# Protea comptonii
Protea comptonii (saddleback sugarbush, en afrikáans: Barberton-suikerbos) es un árbol perteneciente a la familia Proteaceae. Se encuentra en Sudáfrica, donde está protegida, y Suazilandia. Está amenazada por la pérdida de hábitat.

## Taxonomía
Protea comptonii fue descrito por John Stanley Beard y publicado en Bothalia vii 61 (1958). 1958.
Etimología
Protea: nombre genérico que fue creado en 1735 por Carlos Linneo en honor al dios de la mitología griega Proteo que podía cambiar de forma a voluntad, dado que las proteas tienen muchas formas diferentes.
comptonii: epíteto otorgado en honor del botánico Robert Harold Compton.